# Role Models
Role Models er en amerikansk komediefilm fra 2008 instrueret af David Wain efter manuskript af Paul Rudd, der også spiller hovedrollen sammen med Seann William Scott.

## Medvirkende
- Paul Rudd
- Seann William Scott
- Elizabeth Banks
- Christopher Mintz-Plasse
- Bobb'e J. Thompson
- Jane Lynch